# The Count
The Count és una pel·lícula muda dirigida per Charles Chaplin i protagonitzada per ell mateix i Edna Purviance. Va ser la cinquena pel·lícula de Chaplin per a la Mutual i es va estrenar el 4 de setembre de 1916.

## Repartiment
- Charles Chaplin (ajudant del sastre)
- Edna Purviance (Miss Moneybags)
- Eric Campbell (sastre)
- Leo White (comte Broko)
- Charlotte Mineau (Mrs. Moneybags)
- Albert Austin (convidat alt)
- John Rand (convidat)
- Leota Bryan (noia jove)
- Frank J. Coleman (policia)
- James T. Kelley (majordom)
- Eva Thatcher (cuinera)
- Tiny Sandford (convidat)
- Loyal Underwood (convidat baix)
- May White (senyora alta)

## Argument
Charlot és un ajudant de sastre una mica sapastre. Arriba una dona a encarregar un vestit i ell li pren les mides del nas, els llavis o el coll perquè no gosa rodejar-la amb la cinta mètrica. En descobrir-ho, el sastre l'envia a planxar mentre pren les mesures però Charlot acaba cremant diversos pantalons i el cap l'acomiada. El sastre descobreix en un dels pantalons malmesos una carta que diu que el comte Broko no podrà assistir a la festa de l'alta societat, cosa que lamenta molt ja que seria una oportunitat perfecta per conèixer la senyora Moneybags i la seva encantadora filla. El sastre decideix agafar «en préstec» un dels esmòquings que té encomanats i anar a la festa fent-se passar pel comte.
Charlot, mentrestant ha visitat la cuinera de la casa de la senyora Moneybag on es festeja ja que li dona de menjar. Quan el majordom entra a la cuina Charlot s'amaga primer en una gran cistella i després en l'ascensor per pujar plats al pis de dalt. L'ascensor el condueix a l'entrada on sorprèn l'arribada del sastre disfressat de comte. Aquest li explica la situació i queden que un interpretarà el paper de comte i l'altre de secretari, però Charlot s'avança i declara ser ell el comte. Charlot queda encantat amb la senyoreta Moneybags i s'asseu al seu costat durant el dinar. La festa és de disfresses, i la senyoreta Moneybags porta un barret com l'estàtua de la llibertat. Durant el dinar els convidats s'exclamen de la manera que tenen de menjar els dos intrusos.
A continuació té lloc el ball a una cambra que ell i la senyoreta Moneybags inauguren. El terra està tan encerat que Charlot rellisca contínuament. En ballar tots, es produeix una baralla entre els dos intrusos que es donen cops de peu sense que la resta dels balladors se’n adoni. Després de diverses vicissituds, arriba el verdader comte que ha canviat d'idea i en no ser admès perquè el majordom diu que el comte ja ha arribat surt a cridar la policia. Mentrestant, Charlot acaba massa alegre després de beure una copa d'alcohol i emocionar-se davant una convidada que li fa massa cas i llença trossos de pastís a altres convidats. Es produeix un escàndol i Charlot és perseguit pels convidats i tirotejat pel sastre, moment en què arriba la policia. Charlot aconsegueix fugir però el sastre acaba detingut.